# Comuna Zaruddea, Zboriv
Zaruddea (în ucraineană Заруддя) este o comună în raionul Zboriv, regiunea Ternopil, Ucraina, formată din satele Korșîliv, Lavrîkivți, Ozereanka, Travotolokî și Zaruddea (reședința).

## Demografie
Componența lingvistică a comunei Zaruddea
     Ucraineană (99,58%)
     Alte limbi (0,41%)
Conform recensământului din 2001, majoritatea populației comunei Zaruddea era vorbitoare de ucraineană (99,58%), existând în minoritate și vorbitori de alte limbi.